# Federazione di rugby a 15 del Burundi
La Federazione Rugby XV del Burundi è l'organo che governa il Rugby a 15 nel Burundi.
Affiliata all'International Rugby Board, è inclusa fra le nazionali di terzo livello senza esperienze di Coppa del Mondo.